# Эльмахди, Алия Магда
Алия Магда Эльмахди (масри علياء ماجدة المهدى; род. 16 ноября 1991) — египетская интернет-активистка и защитница прав женщин. Она стала известна тем, что опубликовала свою обнажённую фотографию на своей странице в блоге, описав её в Facebook как «крик против общества насилия, расизма, сексизма, сексуальных домогательств и лицемерия». С тех пор ей неоднократно поступали угрозы смертью. Эльмахди характеризует себя как светскую и либеральную египтянку, феминистку, вегетарианку, индивидуалистку и идентифицирует себя как атеистку с 16 лет.

## Биография

### Обнажённое фото
В 2011 году Эльмахди и ещё одного активиста Карима Амера задержали за то, что они гуляли в общественном парке, обняв друг друга за плечи, что расценивалось как публичное проявление чувств, и целовались, после чего отправили в помещение службы безопасности парка, где они вступили в спор с администрацией парка, сотрудники которой в итоге их выгнали, позднее разместив в интернете видеозапись с мобильного телефона, свидетельствовавшую об этом эпизоде.
Эльмахди опубликовала свою обнажённую фотографию 23 октября 2011 года и, согласно её твиту, она сама сделала её в доме родителей за несколько месяцев до того, как встретила Амера.

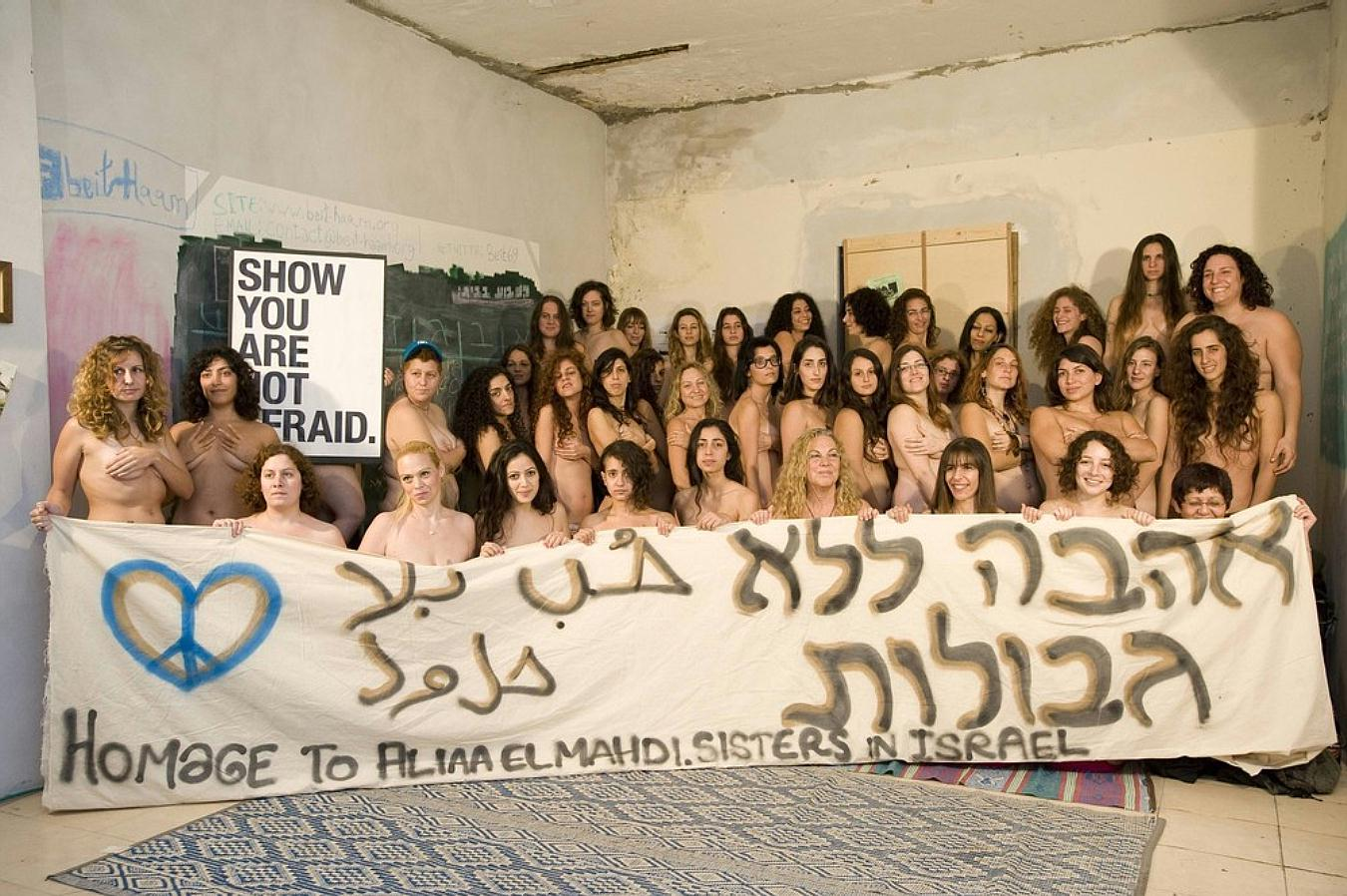
Израильские женщины заявляют о своей солидарности с Эльмахди

Пост Эльмахди собрал более 2 миллионов просмотров, сопровождавшихся множеством оскорблений. В Facebook появились страницы как в поддержку, так и в знак протеста против действий Эльмахди. Опасаясь запятнать себя в глазах исламских консерваторов, египетские либералы дистанцировались от Эльмахди. Движение 6 апреля опубликовало заявление, в котором опровергло утверждения о том, что Эльмахди является членом этой группы молодёжи.
В заявлении, поданным в суд группой специалистов по исламскому праву, содержались обвинения Эльмахди и Амера в «нарушении морали, подстрекательстве к непристойности и оскорблении ислама». С того времени начали распространяться ложные слухи о её избиении на площади Тахрир и даже смерти.
Представители египетской диаспоры, арабские журналисты на Западе и американские деятели культуры выражали ей свою поддержку. Активистка иранского происхождения Марьям Намази охарактеризовала действия Эльмахди как «крик против исламизма» и «отчаянный акт протеста». По словам актрисы Аманды Бануб, Эльмахди «продемонстрировала подлинную чистоту и скромность без единого лоскутка одежды на себе». Вспоминая о тестах на девственность, проведённых военными женщинам на площади Тахрир, египетско-американская журналистка Мона Эльтахави описала Эльмахди как «коктейль Молотова, брошенный в наших головах в Мубараков — диктаторов нашего разума — который настаивает на том, что революции не могут преуспеть без приливной волны культурных изменений, которые покончат с женоненавистничеством и сексуальным лицемерием».
Около сорока израильтянок посредством Facebook собрались, чтобы «ненасильственным и законным образом выразить поддержку женщине, которая так же, как и мы — молода, амбициозна, полна мечтаний и, очевидно, обладает хорошим чувством юмора». Участники фотографировались за плакатами с надписями «Любовь без границ» и «Наше почтение Алие Эльмахди. От сестёр в Израиле».

### Перелёт в Швецию
Развивая посыл своего протеста, Эльмахди впоследствии призывала мужчин выкладывать свои фотографии в хиджабах для лучшего понимания лицемерного отношения к женщинам, также она просила женщин, «желающих скинуть хиджаб, присылать ей фотографии своих лиц для публикации в Интернете».
В 2012 году Эльмахди попросил политического убежища в Швеции, опасаясь попасть в тюрьму, после того как была похищена и получила угрозы убийством, а также пережила попытку изнасилования. В декабре того же года она вместе с Инной Шевченко и ещё одной представительницей движения Femen приняла участие в публичной акции обнажённого протеста перед посольством Египта в Стокгольме. Три обнажённых активистки протестовали против «шариатско-диктаторской» Конституции Египта, разработанной правительством Мухаммеда Мурси, которая в те дни была принята на референдуме. Эльмахди с красной надписью «Шариат — это не конституция» на своей груди и животе держала египетский флаг.
В июле 2013 года в интервью изданию «Svenska Dagbladet» Эльмахди заявила о том, что во время процесса предоставления ей убежища Шведское миграционное агентство получило несколько писем с угрозами убийством в её адрес. Она также отметила, что может в Швеции носить брюки и майку, гуляя по улицам, не подвергаясь словесному или физическому притеснению, в отличие от Египта. Когда её попросили прокомментировать утверждения исламских организаций о том, что её агитация препятствует свободе мусульманских женщин носить хиджаб, она ответила, что никогда не видела, чтобы мужчина воспользовался свободой носить хиджаб.
В 2013 году Эльмахди и две другие активистки Femen устроили в Стокгольмской соборной мечети акцию протеста против законов шариата и угнетения женщин. Они были арестованы полицией за нарушение общественного порядка.

### New nude protests
8 марта 2014 года, в Международный женский день, Эльмахди и семь других арабских и иранских женщин, включая Мариам Намази и Амину Тайлер, провели акцию за права женщин обнажёнными у Пирамиды Лувра, скандируя лозунги на французском языке за свободу, равенство и секуляризм (liberté, égalité et laïcité).
В августе 2014 года она опубликовала фотографию со следами своей менструации на флаге Исламского государства (ИГ). На ней была одета лишь обувь, в то время как другая женщина испражнялась на флаг. СМИ исламских стран не стали публиковать эту фотографию, так как на флаге ИГ изображена священная для мусульман шахада.